# Oncy-sur-École
Oncy-sur-École is een gemeente in het Franse departement Essonne (regio Île-de-France) en telt 878 inwoners (1999). De plaats maakt deel uit van het arrondissement Évry.

## Geografie
De oppervlakte van Oncy-sur-École bedraagt 5,4 km², de bevolkingsdichtheid is 162,6 inwoners per km².
De onderstaande kaart toont de ligging van Oncy-sur-École met de belangrijkste infrastructuur en aangrenzende gemeenten.

## Demografie
Onderstaande figuur toont het verloop van het inwonertal (bron: INSEE-tellingen).

1. ↑  Populations de référence 2022.